# Loratadyna
Loratadyna – wielopierścieniowy, heterocykliczny związek chemiczny, długo działający niesedatywny lek przeciwhistaminowy II generacji, wybiórczy antagonista obwodowych receptorów H1. Podlega metabolizmowi do związków biologicznie czynnych. Jej czynny metabolit to desloratadyna.
Loratadyna została wprowadzona na rynek farmaceutyczny przez koncern Schering-Plough Europe w 1993 roku, pod nazwą handlową Claritine, i do 2002 roku podlegała ochronie patentowej.

## Mechanizm działania
Przez długi czas uważano, że loratadyna jest antagonistą histaminy i blokuje specyficzne miejsca wiązania histaminy w receptorze H1, redukując jej uwalnianie. Niedawno jednak odkryto, że istnieją dwie izoformy receptora H1 – aktywna i nieaktywna – które pozostają w równowadze na powierzchni komórki.
Loratadyna stabilizuje receptory w formie nieaktywnej, przez co działa jako odwrotny agonista.
Ograniczając uwalnianie histaminy, loratadyna:
- zmniejsza przepuszczalność naczyń oraz wydzielanie śluzu przez gruczoły błony śluzowej, a także zwęża naczynia, co powoduje zmniejszenie ilości wydzieliny nosowej oraz łagodzenie rumienia i obrzęku
- sprzyja rozszerzaniu oskrzeli
- redukuje kichanie oraz swędzenie błony śluzowej nosa i skóry[4].

Oprócz tego loratatydna redukuje uwalnianie prostaglandyny D2, kinin, stabilizuje komórki tuczne, zmienia produkcję cytokin zapalnych (TNF-α, IL-1ß, IL-6, IL-4, IL-13), zmniejsza ekspresję cząsteczki adhezyjnej ICAM-1 w komórkach nabłonka.

## Właściwości farmakokinetyczne
Praktycznie nie wykazuje ośrodkowego działania sedatywnego i cholinolitycznego, nie wpływa na receptory H2. Po podaniu doustnym szybko wchłania się z przewodu pokarmowego i w dużym stopniu podlega intensywnemu metabolizmowi pierwszego przejścia, głównie z udziałem cytochromów CYP3A4, CYP2D6, CYP1A1, CYP2C19 i innych. Maksymalne stężenie loratadyny we krwi występuje po 1–1,5 h.
W dużym stopniu wiąże się z białkami osocza (97–99%). Około 40% podanej dawki wydalane jest z moczem, podobna ilość wydalana jest z kałem. Loratadyna i jej czynny metabolit (desloratadyna) wydzielane są do mleka matki.
Należy przerwać stosowanie tego leku na około 48 godzin przed wykonaniem testów skórnych, gdyż może powodować wyniki fałszywie ujemne.

## Wskazania
W Polsce loratadynę zarejestrowano do leczenia:
- alergicznego zapalenia błony śluzowej nosa (także z towarzyszącymi objawami ze strony spojówek)
- pokrzywki idiopatycznej

W skojarzeniu z pseudoefedryną wskazana jest w objawowym leczeniu alergicznego nieżytu nosa związanego z przekrwieniem błony śluzowej nosa.

## Działania niepożądane
Najczęściej obserwowane działania niepożądane: senność, ból głowy, zwiększenie apetytu, bezsenność.

## Dawkowanie
Dzieci powyżej 12 lat i osoby dorosłe: 10 mg raz na dobę.
Dzieci w wieku od 2 do 12 lat:
- o masie ciała większej niż 30 kg: 10 mg raz na dobę
- o masie mniejszej niż 30 kg: 5 mg raz na dobę

## Preparaty
Loratadyna dostępna jest w postaci tabletek (10 mg) i syropu (1 mg/ml). Opakowania 7-tabletkowe można kupić bez recepty, natomiast syrop i opakowanie 30-tabletkowe sprzedawane są wyłącznie na receptę.
- Alerfan (Anpharm)
- Aleric (US Pharmacia)
- Claritine (Schering-Plough Europe)
- Flonidan (Sandoz)
- Loratan (Hasco-Lek)
- Loratadyna Galena (Galena)
- Loratine (Medana Pharma)
- Nalergine (Bristol-Meyers Squibb)
- Rotadin (Anpharm)

W postaci złożonej (z pseudoefedryną) jest dostępna jako Claritine Active (Schering-Plough Europe), do nabycia bez recepty.